# Belgische kampioenschappen atletiek 2002
In 2002 werden de Belgische kampioenschappen atletiek Alle Categorieën gehouden op 6 en 7 juli in het Koning Boudewijnstadion in Brussel, met uitzondering van het kogelslingeren voor mannen en vrouwen, dat op 7 juli 2002 plaatsvond in Anderlecht. 
De nationale kampioenschappen 10.000 m voor mannen en vrouwen en 3000 m steeple voor vrouwen werden in de week voorafgaand op 3 juli 2002 verwerkt in Seraing. 

## Uitslagen
| Atleet                | Prestatie  | Onderdeel            | Atlete              | Prestatie         |
| --------------------- | ---------- | -------------------- | ------------------- | ----------------- |
| Erik Wijmeersch       | 10,44      | 100 m                | Kim Gevaert         | 11,16 (nat. rec.) |
| Cédric Van Branteghem | 20,73      | 200 m                | Audrey Rochtus      | 24,49             |
| Peter Haesaerts       | 47,80      | 400 m                | Sandra Stals        | 52,18             |
| Joeri Jansen          | 1.46,43    | 800 m                | Mieke Geens         | 2.05,70           |
| Jürgen Vandewiele     | 3.48,86    | 1500 m               | Veerle Dejaeghere   | 4.17,78           |
| Tom Compernolle       | 13.51,65   | 5000 m               | Mounia Aboulahcen   | 15.52,65          |
| Guy Fays              | 29.28,56 * | 10.000 m             | Mounia Aboulahcen   | 33.39,66 *        |
| -                     | -          | 100 m horden         | Élodie Ouédraogo    | 13,64             |
| Jonathan N'Senga      | 14,16      | 110 m horden         | -                   | -                 |
| Stijn Verleyen        | 51,38      | 400 m horden         | Ann Mercken         | 56,66             |
| Maarten Vergote       | 8.42,20    | 3000 m steeplechase  | Sigrid Vanden Bempt | 10.06,17 *        |
| Stijn Stroobants      | 2,14       | hoogspringen         | Tia Hellebaut       | 1,77              |
| Thibaut Duval         | 5,40       | polsstokhoogspringen | Irina Dufour        | 3,90              |
| Jan Guns              | 7,42       | verspringen          | Sandra Swennen      | 6,07              |
| Michael Velter        | 15,84      | hink-stap-springen   | Sandra Swennen      | 13,10             |
| Filip Eeckhout        | 15,76      | kogelstoten          | Sophie Verlinden    | 13,17             |
| Jo Van Daele          | 60,36      | discuswerpen         | Marie-Paule Geldhof | 48,59             |
| Marc Van Mensel       | 73,06      | speerwerpen          | Cindy Stas          | 47,71             |
| Walter De Wyngaert    | 62,21 **   | hamerslingeren       | Sarah Luyimi-Mbala  | 49,32 **          |

 * Gelopen op 3 juli 2002 in Seraing

 ** Het kogelslingeren vond op 7 juli 2002 plaats in Anderlecht
1889 · 
1890 · 
1891 · 
1892 · 
1893 · 
1894 · 
1895 · 
1896 · 
1897 · 
1898 · 
1899 · 
1900 · 
1901 · 
1902 · 
1903 · 
1904 · 
1905 · 
1906 ·
1907 ·
1908 · 
1909 · 
1910 · 
1911 · 
1912 · 
1913 · 
1914 · 
1919 · 
1920 · 
1921 · 
1922 · 
1923 · 
1924 · 
1925 · 
1926 · 
1927 · 
1928 · 
1929 · 
1930 · 
1931 · 
1932 · 
1933 · 
1934 · 
1935 · 
1936 · 
1937 · 
1938 · 
1939 · 
1940 · 
1941 · 
1942 · 
1943 · 
1944 · 
1945 · 
1946 · 
1947 · 
1948 · 
1949 · 
1950 · 
1951 · 
1952 · 
1953 · 
1954 · 
1955 · 
1956 · 
1957 · 
1958 · 
1959 · 
1960 · 
1961 · 
1962 · 
1963 · 
1964 · 
1965 · 
1966 · 
1967 · 
1968 · 
1969 · 
1970 · 
1971 · 
1972 · 
1973 · 
1974 · 
1975 · 
1976 · 
1977 · 
1978 · 
1979 · 
1980 · 
1981 · 
1982 · 
1983 · 
1984 · 
1985 · 
1986 · 
1987 · 
1988 · 
1989 · 
1990 · 
1991 · 
1992 · 
1993 · 
1994 ·
1995 · 
1996 · 
1997 · 
1998 · 
1999 · 
2000 · 
2001 · 
2002 · 
2003 · 
2004 · 
2005 · 
2006 · 
2007 · 
2008 · 
2009 · 
2010 · 
2011 · 
2012 · 
2013 · 
2014 · 
2015 · 
2016 · 
2017 · 
2018 · 
2019 · 
2020 · 
2021 · 
2022 · 
2023 · 
2024